# Особый Закавказский комитет
Особый Закавказский комитет (ОЗАКОМ) (9 (22) марта — 15 (28) ноября 1917 года) — орган Временного правительства России по управлению Закавказьем.
Под юрисдикцией комитета находилась вся территория упразднённого Временным правительством Кавказского наместничества.

## Создание
Временное правительство России, образовавшееся после Февральской революции 1917 года, приняло постановление о самоопределении наций. 9 (22) марта 1917, по инициативе закавказских депутатов 4-й Государственной думы, постановлением правительства из членов Государственной думы был образован Особый комитет для управления Закавказьем (ОЗАКОМ) под председательством В. А. Харламова в составе М. Ю. Джафарова, М. И. Пападжанова, К. Г. Абашидзе и П. Н. Переверзева. Позднее по требованию Тифлисского Совета в ОЗАКОМ вместо Переверзева вошёл авторитетный грузинский меньшевик А. И. Чхенкели, что серьёзно укрепило позиции меньшевиков в Закавказье.
Как сообщалось в правительственном постановлении, ОЗАКОМ должен был «действовать от имени и с правами Временного правительства… на основах, всенародно объявленных Временным правительством 6 марта 1917 г., а равно для принятия мер к устройству гражданского управления в областях, занятых по праву войны на Кавказском фронте».

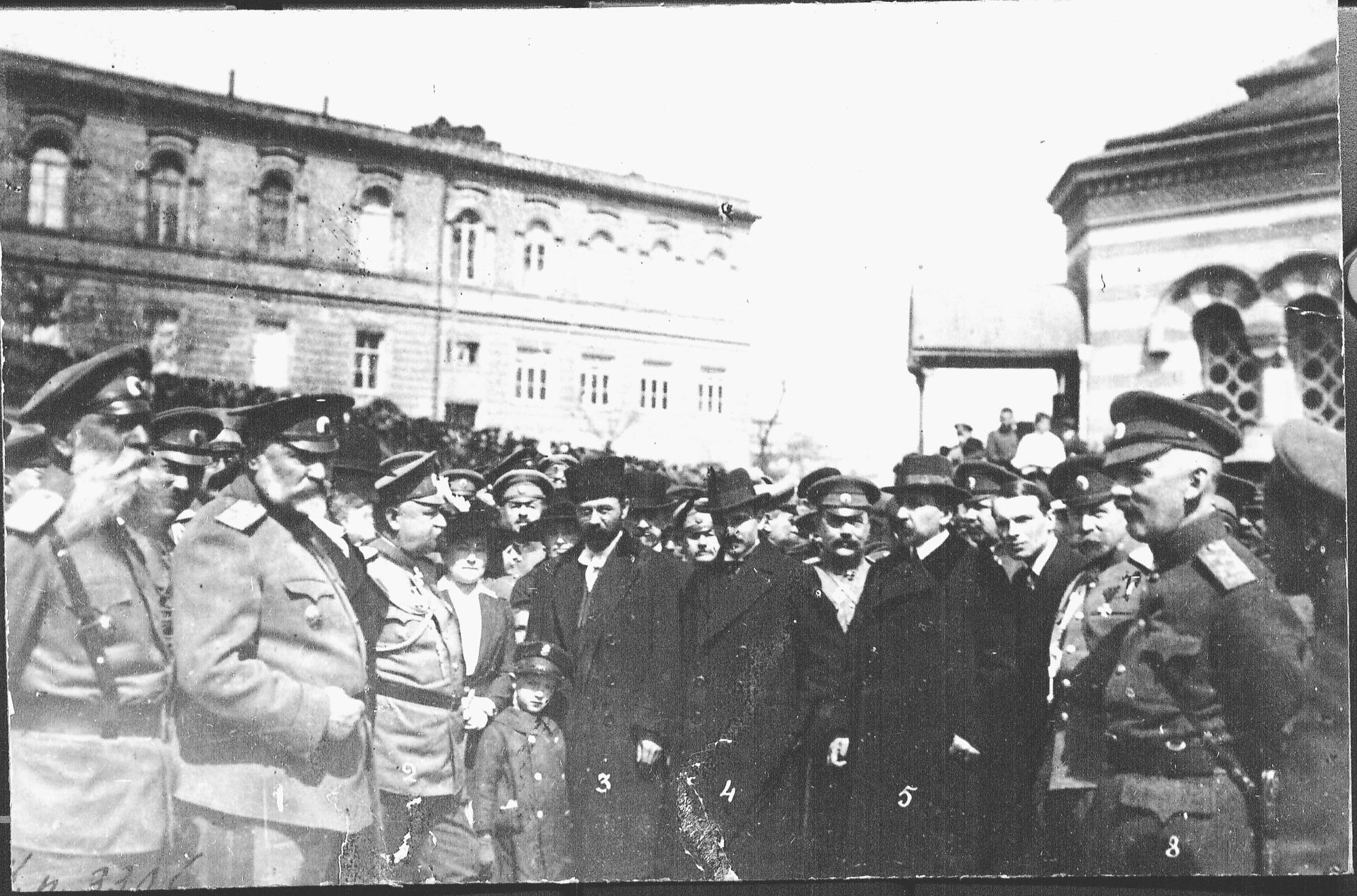
Группа генералов и членов Особого Закавказского комитета в тифлисском вокзале. Слева: В. А. Харламов (3) М. Ю. Джафарова (4) и П. Н. Переверзев (5)

Окончательное организационное оформление этот орган получил 30 марта (12 апреля) как Особый Закавказский комитет (ОЗАКОМ). Комитет подчинялся непосредственно Временному правительству, выполняя функции, которые ранее на Кавказе осуществляли бывшие царские власти. Реальной властью он, однако, не обладал. Параллельно с ОЗАКОМом действовали Грузинский и Армянский национальные советы и Мусульманский национальный комитет, а также Советы рабочих и солдатских депутатов. Эсеры и грузинские меньшевики, будучи наиболее популярными политическими партиями среди местного населения, участвовали в работе всех Советов рабочих и солдатских депутатов, которые достаточно быстро возникли в Баку, Кутаисе и других крупных городах Закавказья. Они захватили руководящие посты в Краевом Совете рабочих и крестьянских депутатов, Краевом Совете Кавказской армии и исполнительных комитетах, причём эсеры пользовались значительным влиянием в армии. Меньшевики, имевшие прочные позиции на территории Тифлисской и Кутаисской губерний, в отличие от большевиков выступали за поступательное развитие революции и спокойную смену власти.

Проект изменения границ губерний и уездов в Закавказском крае предложенный Министру внутренних дел Временного правительства состоявшимся 14-15.10.1917 совещанием при Особом Закавказском комитете (ОЗАКОМ) по проведению земской реформы и переделе административных границ губерний и уездов Закавказья, а также декретом Закавказского Комиссариата от 16.12.1917 «О введении земства в Закавказье».

В экономическом центре Закавказья — Баку — возникли собственные органы власти — Бакинский Временный исполнительный комитет и Совет рабочих депутатов, председателем которого был избран большевик С. Г. Шаумян. Позиции меньшевиков здесь были весьма слабыми, зато достаточно быстро стали набирать вес «Мусават» и «Дашнакцутюн», которые начали успешно конкурировать с большевиками.
26 апреля (9 мая) Временное правительство постановило создать пост генерального комиссара Турецкой Армении, которому передавалось гражданское управление на занятой русской армией территории Западной Армении.
Уже к лету 1917 года проявилась зависимость краевой власти от местных политических сил, сосредоточенных в Советах, что привело к её слабости и стремлению к компромиссам и соглашениям, особенно при решении таких острых вопросов, как национальный, рабочий и аграрный.

## Октябрьская революция
28 октября (10 ноября), через несколько дней после свержения Временного правительства в результате Октябрьского вооружённого восстания, ОЗАКОМ объявил, что «в Петрограде произошёл кризис власти в связи с выступлением большевиков, рабочих, также гарнизона», и призвал тифлисского губернского комиссара принять «самые решительные меры к сохранению порядка и спокойствия», не допускать «никаких нарушений и никаких самочинных выступлений», а также разъяснять «населению весь вред беспорядков на почве захвата власти накануне выборов в Учредительное собрание».
29 октября (11 ноября) ОЗАКОМ сформировал «Временный комитет общественной безопасности», в который вошли представители большого числа различных антибольшевистских организаций, в том числе меньшевиков, эсеров, дашнаков, грузинских социал-федералистов и «мусульманских организаций».
11 (24) ноября в Тифлисе состоялось совещание по вопросу организации местной власти в Закавказье, где было принято решение о создании «Независимого правительства Закавказья» — «Закавказского комиссариата». В совещании участвовали представители всех политических партий, Краевого и Тифлисского Советов, ОЗАКОМа, командующего Кавказским фронтом, союзников (британский и французский военные агенты при штабе Кавказской армии) и консул США. Среди политических партий выделялись Грузинская социал-демократическая партия (меньшевиков), «Мусават», «Дашнакцутюн», а также правые эсеры. Большевики бойкотировали работу совещания, огласив на нём лишь декларацию Кавказского краевого комитета партии, где говорилось о поддержке революции в Петрограде и признании Советской власти.
В результате совещания было решено не признавать власть Совнаркома Советской России.
15 (28) ноября был учреждён Закавказский комиссариат во главе с грузинским меньшевиком Е. П. Гегечкори. В тот же день ОЗАКОМ сложил свои полномочия по управлению краем.

## Список членов ОЗАКОМа
- В. А. Харламов — от партии кадетов, председатель
- М. И. Пападжанов — от партии дашнаков (и кадетов).
- М. Ю. Джафаров — от партии Мусават
- А. И. Чхенкели — от партии меньшевиков
- К. Г. Абашидзе — от партии социал-федералистов[9]

### Комиссары
- Али бек Гарун бек оглы Зизикский